# Онуфриев, Иван Николаевич (футболист)
Иван Николаевич Онуфриев (6 августа 1967) — советский и российский футболист, защитник, полузащитник.

## Биография
Воспитанник ДЮСШ «Геолог» Тюмень. В 1984—1986 годах выступал во второй лиге за «Геолог», часть сезона в 1987 — за «Уралец» Нижний Тагил. В первенстве КФК играл за «Монтажник» Тюмень (1987) и «Металлург-МЦОП» Верхняя Пышма (1988). За «МЦОП-Металлург» в 1989 году провёл 38 матчей во второй лиге, забил мячей. В 1990—1991 годах играл в составе «Динамо» Ставрополь в первой лиге, отыграл за команду в первых четырёх тура чемпионата 1992 года, после чего завершил профессиональную карьеру.